# ماتوش هروسكا
ماتوش هروسكا (بالسلوفاكية: Matúš Hruška)‏ هو لاعب كرة قدم سلوفاكي في مركز حراسة المرمى، ولد في 17 سبتمبر 1994 في جيلينا في سلوفاكيا. شارك مع منتخب سلوفاكيا تحت 21 سنة لكرة القدم. أما مع النوادي، فقد لعب مع نادي سبارتاك ميافا.

## وصلات خارجية
- ماتوش هروسكا على موقع قاعدة بيانات كرة القدم.إي يو (الإنجليزية)
- ماتوش هروسكا على موقع Soccerway.com (الإنجليزية)
- ماتوش هروسكا على موقع عالم كرة القدم.نت (الإنجليزية)